# Attatba
Attatba (ou Hattatba) (em árabe: الحطاطبة) é uma comuna localizada na província de Tipasa, Argélia. Sua população estimada em 2008 era de 27 059 habitantes.